# Westland C.O.W. Gun Fighter
Westland C.O.W. Gun Fighter là một loại máy bay tiêm kích trang bị pháo của Anh.

## Tính năng kỹ chiến thuật (C.O.W. Gun Fighter)
Dữ liệu lấy từ Westland Aircraft since 1915 
Đặc điểm tổng quát
- Kíp lái: 1
- Chiều dài: 29 ft 10 in (9.10 m)
- Sải cánh: 40 ft 10 in (12.45 m)
- Chiều cao: 10 ft 7 in (3.23 m)
- Diện tích cánh: 223 ft² (20.7 m²)
- Kết cấu dạng cánh: RAF 34 [2]
- Trọng lượng rỗng: 2.615 lb (1.189 kg)
- Trọng lượng có tải: 3.885 lb (1.786 kg)
- Động cơ: 1 × Bristol Mercury IIIA, 485 hp (362 kW)

 Hiệu suất bay 
- Vận tốc cực đại: 185 mph (161 knot, 299 km/h) trên độ cao 13.000 ft (3.960 m)
- Trần bay: 27.900 ft[3] (8.500 m) (Trần bay tuyệt đối: 29.400 ft (8.960 m)
- Tải trên cánh: 17,4 lb/ft² (86,3 kg/m²)
- Công suất/trọng lượng: 0,12 hp/lb (0,30 kW/kg)
- Lên độ cao 10.000 ft (3.050 m): 7 phút

Trang bị vũ khí

- Súng: 1 pháo COW 37 mm 1½ lb (37 mm)